# Palazzo Belcredi
Palazzo Belcredi è un edificio di Pavia, in Lombardia. 

## Storia
Il palazzo (come anche la Casa Belcredi) fu di proprietà della famiglia aristocratica dei Belcredi, che già dal XII secolo deteneva numerosi beni e feudi nel contado della città e in particolare nell'Oltrepò, tra i quali ricordiamo: Volpara, Santa Giuletta, Mornico Losana e Montecalvo Versiggia. Legati alla corte viscontea, nel 1386 fu proprio un notaio membro della famiglia a redigere il contratto di nozze tra la figlia di Gian Galeazzo, Valentina, e il figlio del re di Francia, Luigi I di Valois-Orléans, nel 1470 ottennero dal duca Galeazzo Maria il feudo e il castello di Montalto Pavese, che nel 1680 venne eretto a marchesato. Nel 1689 il giurista Barnaba Belcredi ebbe l'investitura feudale di San Varese con Cassina Tentori. Il palazzo, che conserva molti elementi di età romanica, come la torre, e altri risalenti ai secoli XIV e XV, fu rimodellato a partire dal 1699, quando il giurista Francesco Belcredi ottenne dal comune la possibilità di demolire un muro e alcuni edifici, e di creare una piazza davanti al prospetto principale dell’edificio. Nel Settecento Filiberto Belcredi, orientalista, fu vescovo di Tortona, mentre Gaetano, appartenente alla congregazione Somasca, insegnò a Ferrara, Napoli, Venezia e Milano, e fu anche un letterato, mentre suo fratello Giuseppe Gaspare fu docente di diritto Civile e Feudale dal 1763 al 1796 presso l’università di Pavia, rettore tra il 1779 e il 1780 e nel biennio 1795 – 1796 e membro della municipalità. I Belcredi, il cui ramo principale si estinse nel 1853, furono proprietari del palazzo fino al 1832. Tra il 1960 e il 1971, in un appartamento del palazzo, abitò monsignor Cesare Angelini.

## Descrizione

### Il palazzo
La facciata principale del palazzo, realizzata durante il rifacimento settecentesco, non fu ultimata e si presenta priva d’intonaco, arricchita solo dal grande portale, sovrastato da un balcone in pietra con balaustra a pilastrini. Il lato meridionale del palazzo, ad angolo con vicolo San Colombano, si appoggia alla torre Belcredi, risalente al XII secolo. Del tutto differente è il prospetto affacciato sul vicolo, proprio davanti alla ex chiesa di San Colombano Maggiore, che, nonostante gli interventi settecenteschi, conserva ancora murature e aperture con archi a sesto acuto databili tra il XIV e il XV secolo. L’atrio del palazzo (sulla facciata principale) è strutturato su cinque campate con volte a crociera, arricchite da semicapitelli dorici;  due pilastri in granito, sormontati da vasi a forma di urna, sorreggono il cancello in legno, mentre poco oltre due statue settecentesche, sempre in granito e poste su lati pilastri, introducono allo scalone. Il cortile principale è arricchito da una pavimentazione in acciottolato al disegno ed è chiuso a ovest da un portico sorretto da quattro colonne ioniche in granito. Al piano terra si trova un grande salone dotato di 10 colonne ioniche in granito con soffitto voltato a crociera lungo circa 20 metri e largo nove che, probabilmente, in origine ospitava le scuderie del palazzo. Sempre al pianterreno si apre lo scalone barocco a doppia rampa, provvisto di balaustra in pietra e arricchito da sculture che raffigurano vasi di fiori e stemmi che permette l’accesso al piano nobile del palazzo. Il primo piano dell’edificio diverse sale presentano tracce di affreschi settecenteschi nei medaglioni delle volte.

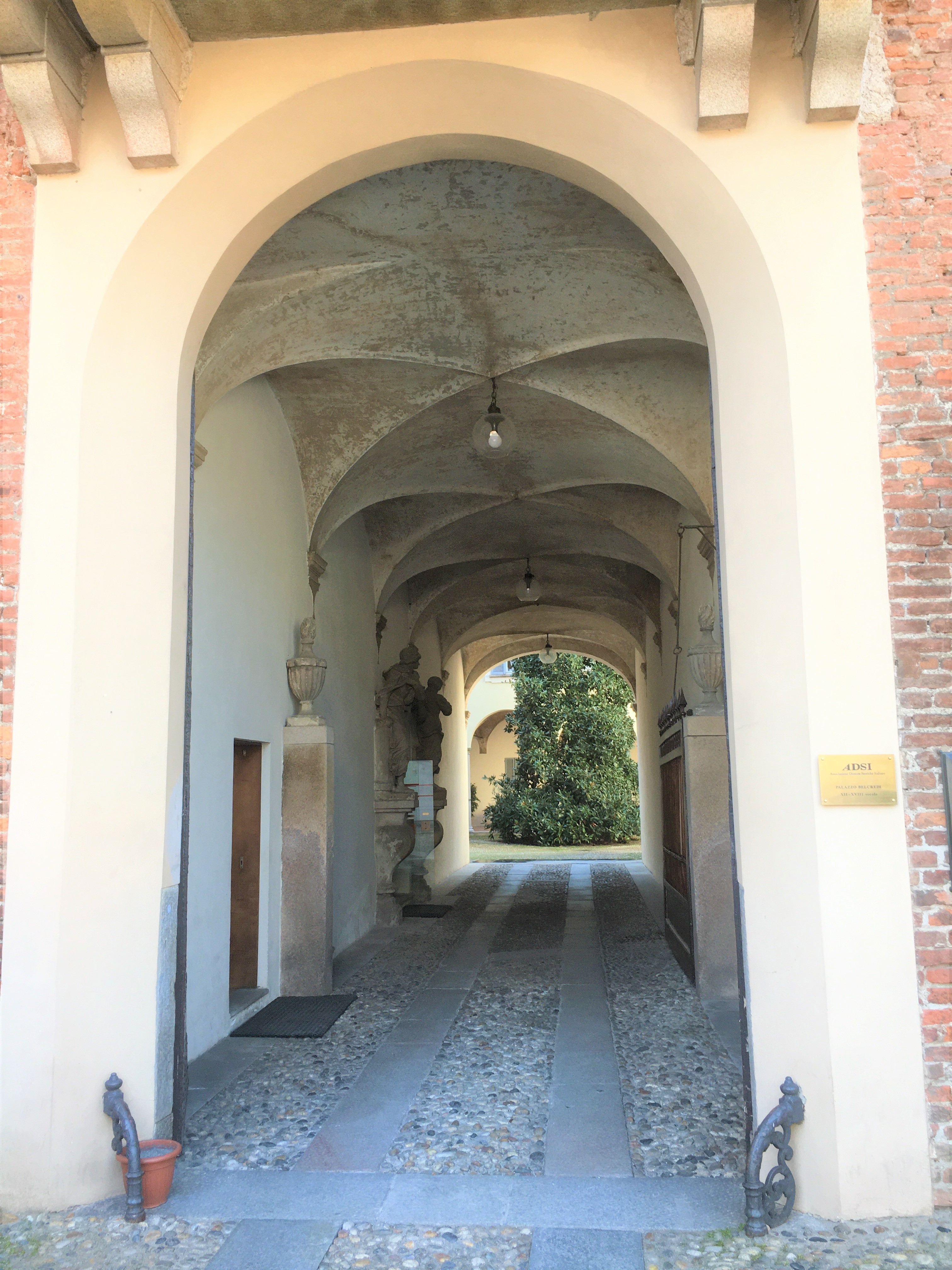
L'ingresso
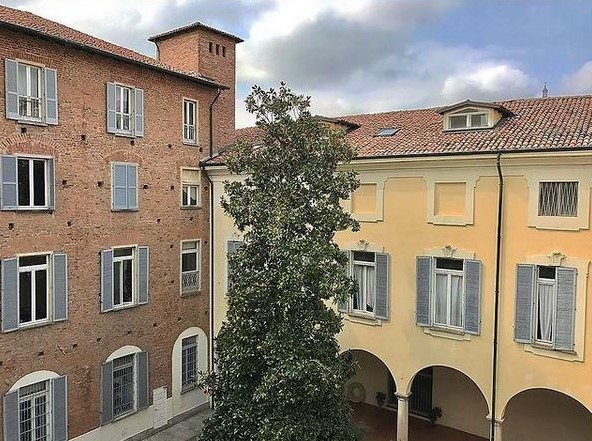
Il cortile

### La torre

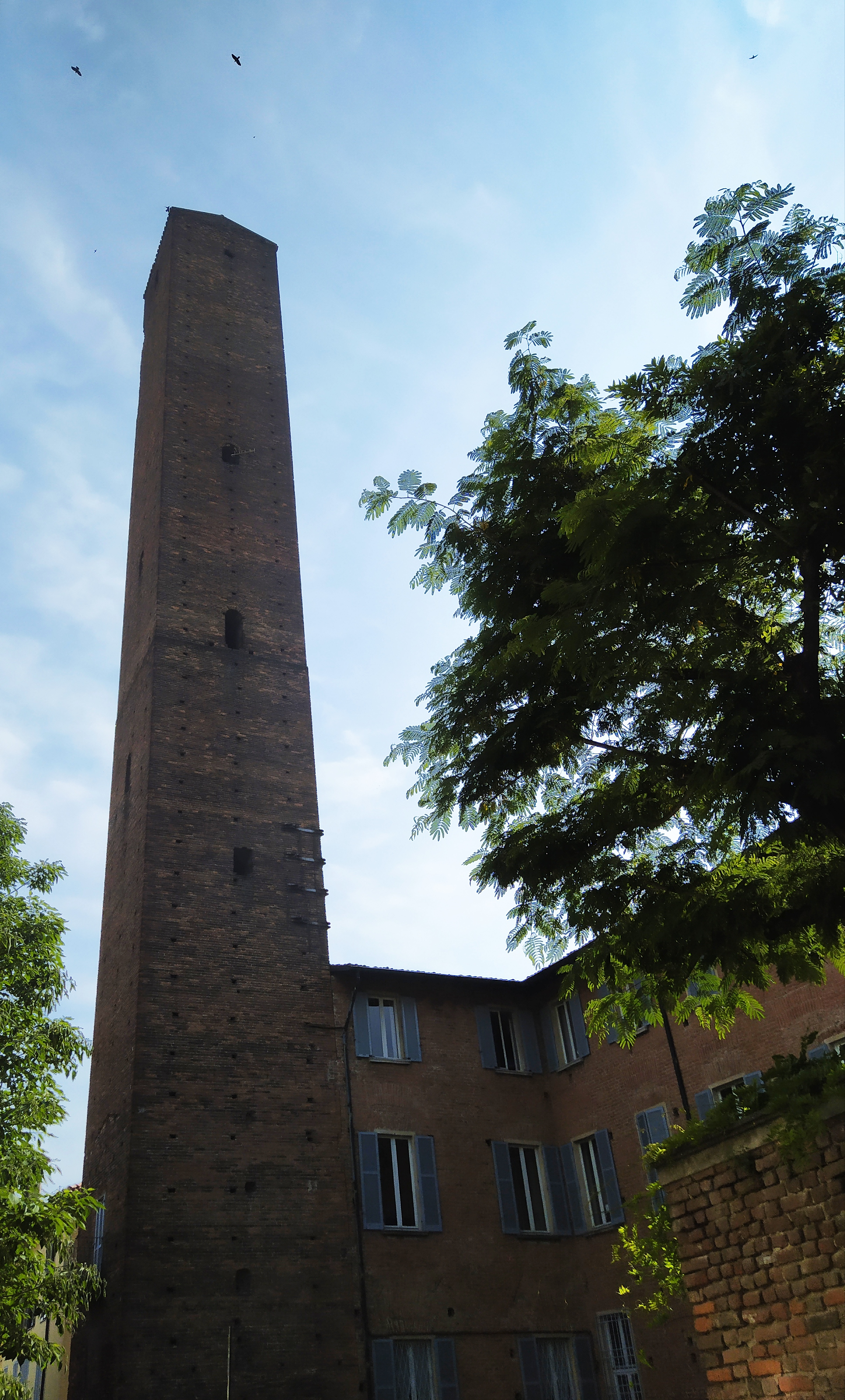
La torre

Non sappiamo con esattezza quando la torre fu eretta, ma sicuramente, come quasi tutte le altre torri urbane, fu realizzata tra il XII e il XIII secolo. La torre Belcredi, diversamente da altre, non fu abbassata in età moderna e si conserva intatta in tutta la sua altezza, anche se il voltone che si appoggiava al lato della struttura su vicolo San Colombano fu demolito. La torre, a pianta quadrata, si eleva per circa 60 metri, mentre i suoi lati misurano circa 5,90 metri; lo spessore della muratura al piano terra è di 1,80 metri, riducendosi a circa 1,55 metri al primo piano, per poi scendere 1,20 metri intorno alla metà della struttura e a soli 80 centimetri alla sommità, permettendo così una buona distribuzione dei carichi. La muratura è “a sacco”: i muri esterni e interni della torre sono in mattoni, mentre lo spazio tra le due murature è riempito di ciottoli frammenti di laterizi legati fra loro con della malta. Internamente la torre è divisa in cinque solai con volta a botte, mentre la scala in legno è a rampe. Originariamente l’ingresso alla torre avveniva tramite un porta posta al primo piano e l’illuminazione interna era fornita dalle poche monofore presenti in ogni lato della torre.